# Krasne (Mazovië)
Krasne is een dorp in het Poolse woiwodschap Mazovië, in het district Przasnyski. De plaats maakt deel uit van de gemeente Krasne en telt 1000 inwoners.